# Vitec
Die Vitec Group ist ein international agierender Elektronikzubehörkonzern mit Sitz in Richmond in England. Zum Konzern gehören zahlreiche Marken aus dem Bereich Film- und Fotozubehör, darunter Lowepro, Manfrotto, Vinten, Joby und Sachtler. Die Vitec Group änderte ihren Namen zu Videndum am 23. März 2022.

## Geschichte
Das Unternehmen wurde 1910 als W. Vinten Cinematograph Engineers von William Vinten in London gegründet. Im Vorjahr hatte Vinten damit begonnen, Projektoren für unter anderem vom amerikanischen Filmproduzenten Charles Urban entwickelte Kinemacolor-Filme herzustellen.
Nach dem Ersten Weltkrieg entwickelte sich die Firma, seit 1924 firmierend als William Vinten Ltd, zum führenden Hersteller von Kino-Projektoren in Großbritannien. Nachdem im Ersten Weltkrieg erste Kameras für die militärische Aufklärung geliefert wurden, etablierte sich das Unternehmen nach dem Krieg auch auf dem Filmkameramarkt. Während des Zweiten Weltkrieges wuchs der weltweite Bedarf an Luftaufklärungskameras, wovon Vinten mit der Erfahrung aus dem vorangegangenen Krieg profitierte. Auch Radarsysteme wurden hergestellt.
Mit dem Siegeszug des Fernsehens und dem Kamerasystem-Großkunden BBC wuchs das Unternehmen nach dem Krieg stetig weiter. Der Sender gab neben Film- und  Fernsehkameras auch Zubehör wie Halterungen, Stative und Kräne in Auftrag. Ein Bereich, der im Laufe der Jahre die Produktion optischer Geräte völlig verdrängte.
Nach dem Börsengang 1972 wurde 1973 die Vinten Group gegründet, deren Tochterunternehmen W Vinten Ltd fortan die technische Entwicklung für die Marke Vinten fortführte. 1989 übernahm die Gruppe den italienischen Stativproduzenten Manfrotto. Die militärischen Entwicklungen wurden im Bereich der W. Vinten Ltd. Military Division in Suffolk weitergeführt. Dieser Bereich profilierte sich insbesondere durch Infrarot- und Wärmebildtechnologien und vermarktete diese auch mit Traghubschraubern wie der Vinten V-122/R-R Venom Mk II als Plattform. In diesem Bereich arbeitete das Unternehmen mit der Wallis Autogyros Ltd. zusammen, die die Tragschrauber entwickelte, aber nicht selbst vermarktete. Dieser Zweig ging später in der Thales Group auf.
1995 wurde das Unternehmen in The Vitec Group umbenannt. Im selben Jahr wurde die deutsche Firma Sachtler übernommen. Vitec dünnte in den 2010er Jahren seine Angebote erheblich aus. So wurden etwa Kata Bags ab 2014 unter der Marke Manfrotto vermarktet, Patrol Bags ging 2015 in Sachtler auf und auch Lastolite wurde nach einer kurzen Umfirmierung im Jahr 2016 als Lastolite by Manfrotto 2021 komplett in die Kernmarke Manfrotto überführt. Zugleich erwarb Vitec Unternehmen aus dem Bereich Film- und Kamerazubehör, darunter 2017 den amerikanischen Kamerataschenhersteller Lowepro und dn Hersteller des „Gorillapod“-Stativs, Joby.
Im Mai 2022 wurde Vitec in Videndum umbenannt.